# Arrondissement de Fissel
L'arrondissement de Fissel est l'un des arrondissements du Sénégal. Il est situé dans le département de M'bour et la région de Thiès.
Il compte deux communautés rurales :
- Communauté rurale de Fissel
- Communauté rurale de Ndiaganiao

Son chef-lieu est Fissel.